# NGC 1679
NGC 1679 је спирална галаксија у сазвежђу Длето која се налази на NGC листи објеката дубоког неба.
Деклинација објекта је - 31° 58' 2" а ректасцензија 4h 49m 55,5s. Привидна величина (магнитуда) објекта NGC 1679 износи 11,4 а фотографска магнитуда 12,0. Налази се на удаљености од 12,376 милиона парсека од Сунца. NGC 1679 је још познат и под ознакама ESO 422-1, MCG -5-12-4, UGCA 96, AM 0448-320, IRAS 04480-3203, PGC 16120.